# Зимова Універсіада 2009
Зимова Універсіада 2009 — XXIV зимова Універсіада, яка проходила в Харбіні (Китай) з 18 по 28 лютого 2009 року.
У відповідності з положенням FISU, для участі в універсіаді, спортсмени повинні відповідати наступним вимогам (стаття 5.2.1):
- До змагань допускаються студенти навчаються в даний час у вищих навчальних закладах, або закінчили ВНЗ не більше року тому.
- Всі спортсмени повинні бути громадянами країни, яку вони представляють.
- Учасники повинні бути старше 17 років, але молодше 28 років на 1 січня 2009 року (тобто допускаються тільки спортсмени, які народилися між 1 січня 1981 року та 31 грудня 1991 року).

## Логотип універсіади
Логотип виконаний у стилі латинської букви «U». Динамічні лінії характеризують рух спортсменів. Зображення логотипу виконане у вигляді прапора, що майорить на вітрі і має говорити про запал юнацтва і втілювати взаємодію і гармонію між людьми і спортом, а також між людьми і природою. Він предствляє собою спортсменів університетів всього світу, керується олімпійським духом «Citius, Altius, Fortius» (укр. Швидше, Вище, Сильніше) спільно з гімном XXIV зимової універсіади — «Youth, Future, Ice and Snow» (укр. Молодість, Майбутнє, Лід і Сніг).

## Види спорту
В ході Універсіади були проведені змагання з 12 видів спорту:
| - Біатлон (9) - Гірськолижний спорт (10) - Керлінг (2) - Ковзанярський спорт (14) | - Лижне двоборство (3) - Лижні перегони (10) - Стрибки з трампліну (4) - Сноубординг (7) | - Фігурне катання (5) - Фристайл (5) - Хокей (2) - Шорт-трек (10) |

## Місця проведення
Змагання в рамках Універсіади пройшли в місті Харбіні та в розташованому в 200 км на схід від нього гірськолижному курорті Ябулі.

## Медальний залік
| Місце  | Країна         | Золото | Срібло | Бронза | Загалом |
| ------ | -------------- | ------ | ------ | ------ | ------- |
| 1      | КНР            | 18     | 18     | 12     | 48      |
| 2      | Росія          | 18     | 14     | 19     | 51      |
| 3      | Південна Корея | 12     | 7      | 9      | 28      |
| 4      | Японія         | 9      | 8      | 3      | 20      |
| 5      | Швейцарія      | 7      | 3      | 4      | 14      |
| 6      | Австрія        | 4      | 3      | 2      | 9       |
| 7      | Франція        | 2      | 6      | 5      | 13      |
| 8      | Польща         | 2      | 4      | 8      | 14      |
| 9      | Нідерланди     | 2      | 1      | 1      | 4       |
| 10     | Швеція         | 2      | 0      | 0      | 2       |
| 11     | Канада         | 1      | 4      | 1      | 6       |
| 12     | Чехія          | 1      | 3      | 5      | 9       |
| 13     | Україна        | 1      | 2      | 4      | 7       |
| 14     | Німеччина      | 1      | 2      | 3      | 6       |
| 15     | Ізраїль        | 1      | 0      | 0      | 1       |
| 16     | Фінляндія      | 0      | 2      | 2      | 4       |
| 17     | Словаччина     | 0      | 1      | 2      | 3       |
| 18     | Італія         | 0      | 1      | 1      | 2       |
| 19     | Білорусь       | 0      | 1      | 0      | 1       |
| 19     | Норвегія       | 0      | 1      | 0      | 1       |
| Всього | Всього         | 81     | 81     | 81     | 243     |